# Cyrus Vance
Cyrus Roberts Vance (Clarksburg, Virginia Occidental, Estados Unidos, 27 de marzo de 1917 - Nueva York, 12 de enero de 2002) fue un político estadounidense, secretario de Estado durante la Presidencia de Jimmy Carter desde 1977 a 1980. Destacó por su papel en los acuerdos de paz de Camp David entre Egipto e Israel en 1978 y fue responsable del fallido intento de rescate de los secuestrados en Irán en la embajada estadounidense en Teherán.

## Biografía
Graduado en derecho en la Universidad de Yale en 1942 sirvió en la Armada hasta 1946 y trabajó posteriormente en Nueva York en un despacho de abogados. Trabajó en la Secretaría de Defensa con el presidente Lyndon Johnson y defendió la Guerra de Vietnam aunque más tarde recomendaría la retirada estadounidense, participando en las conversaciones de París para la paz en 1968.
Tras su etapa como Secretario de Estado con Carter, regresó al mundo de la abogacía, si bien en las décadas de los ochenta y los noventa fue enviado en diversas misiones de paz en representación del gobierno estadounidense a Bosnia, Croacia y Sudáfrica.
En noviembre de 1977 Cyrus Vance le llevó al dictador argentino Jorge Rafael Videla una lista reclamando por los desaparecidos en ese momento en la Argentina con 7500 nombres.
Fue padre de Cyrus Vance Jr., exabogado y actual fiscal de distrito en Manhattan, Nueva York.